# Центральный оркестр ВМФ России
Центральный оркестр ВМФ России (полное название — Центральный концертный образцовый оркестр Военно-Морского Флота Российской Федерации им. Н. А. Римского-Корсакова) — московский военный оркестр, основанный в 1941 году.

## История
Оркестр сформировался 23 декабря 1941 года в московской школе № 201 из моряков-фронтовиков, находившихся на лечении в тылу. 
Коллектив участвовал в Параде Победы на Красной площади 24 июня 1945 года.
6 сентября 1945 года получил звание «образцового». Основным предназначением оркестра было обслуживание мероприятий Главного штаба и частей ВМФ, участие в военных парадах на Красной площади. Кроме этого, оркестр выступал на радио и телевидении. 
В основе репертуара оркестра — русская и мировая музыкальная классика, современная музыка, а также русские и советские песни о море и ВМФ России.
В 1994 году оркестру присвоено имя великого русского композитора Николая Андреевича Римского-Корсакова — первого инспектора военно-морских оркестров России.
Концерты оркестра проходили на лучших концертных площадках страны, среди которых Большой зал Московской государственной консерватории имени П. И. Чайковского, Концертный зал им. П. И. Чайковского Московской филармонии, Московский международный Дом музыки, Большой зал Санкт-Петербургской академической филармонии им. Д. Д. Шостаковича, парадные залы Государственного Эрмитажа, в городах России и за рубежом.
С оркестром выступали ведущие советские исполнители: Артур Эйзен, Владимир Трошин, Муслим Магомаев, Тамара Синявская, Юрий Богатиков, Александр Розум, Олег Ухналёв. Коллектив сотрудничал с трубачом Тимофеем Докшицером и саксофонисткой Маргаритой Шапошниковой, композиторами Борисом Диевым, Александрой Пахмутовой и Георгием Свиридовым.
Центральный оркестр ВМФ им. Римского-Корсакого входит в число музыкальных оркестров центрального подчинения, наряду с Первым показным оркестром Министерства обороны и Оркестром почётного караула. В иерархии военных музыкантов России ЦКОО находится выше оркестров штаба каждого из четырёх военных округов: Центрального, Западного, Южного и Восточного.

## Руководители
Оркестром руководили: заслуженный деятель искусств Латвийской ССР подполковник Сосновский Михаил Владимирович, заслуженный деятель искусств Аз. ССР подполковник Лейи Дмитрий Михайлович.

- 1941—1943 — техник-интендант 1 ранга Карпей-Лазарев Александр Михайлович, первый руководитель оркестра[4],
- 1953—1970 — заслуженный артист РСФСР полковник Георгий Петрович Алявдин,
- 1970—1976 — подполковник Левин Борис Елеазарович,
- 1976—1997 — народный артист Российской Федерации, капитан 1-ранга Солодахин Владимир Михайлович,
- 1996—2007 — начальник и художественный руководитель Данильченко, Александр Сергеевич,
- 2007—2021 — начальник и художественный руководитель Заслуженный артист России, капитан 1 ранга Алексей Алексеевич Карабанов,
- с июня 2021 — начальник и художественный руководитель капитан 2-го ранга Валентин Константинович Лященко.